# Бреј Баре
Бреј Баре (фр. Breuil-Barret) насеље је и општина у западној Француској у региону Лоара, у департману Вандеја која припада префектури Фонтне ле Конте.
По подацима из 2011. године у општини је живело 665 становника, а густина насељености је износила 45,12 становника/km². Општина се простире на површини од 14,74 km². Налази се на средњој надморској висини од 200 метара (максималној 246 m, а минималној 93 m).

## Демографија
| 1962. | 1968. | 1975. | 1982. | 1990. | 1999. | 2011. |
| ----- | ----- | ----- | ----- | ----- | ----- | ----- |
| 567   | 684   | 615   | 699   | 741   | 694   | 665   |

График промене броја становника у току последњих година